# Database journalism
Database journalism (Data journalism) – dziennikarstwo oparte na analizie komputerowych baz danych oraz danych dostępnych online (np. wpisy na Twitterze i Facebooku, wyszukiwania w Google). Przy tej metodzie dziennikarstwa często stosuje się metody statystyczne.